# Cala d'Or
Cala d'Or är en ort i Spanien.   Den ligger i regionen Balearerna, i den östra delen av landet, 600 km öster om huvudstaden Madrid. Cala d'Or ligger 21 meter över havet och antalet invånare är 3 823. Den ligger på ön Mallorca.
Terrängen runt Cala d'Or är platt västerut, men åt nordväst är den kuperad. Havet är nära Cala d'Or åt sydost. Närmaste större samhälle är Santanyí, 9,4 km väster om Cala d'Or. Trakten runt Cala d'Or består till största delen av jordbruksmark.